# Lukovišće
Lukovišće odnosno Lukovišče (mađ. Lakócsa‎) je pogranično selo u južnoj Mađarskoj.
Zauzima površinu od 25,32 km četvorna.

## Zemljopisni položaj
Nalazi se na 45° 53' 47" sjeverne zemljopisne širine i 17° 41' 2" istočne zemljopisne dužine. Nalazi se 3 sjeveroistočno od granice s Republikom Hrvatskom i rijeke Drave, na dijelu gdje Drava skreće iz toka prema jugoistoku na toku prema istoku-jugoistoku. Najbliže naselje u RH je Budakovac, 5,5 km južno-jugozapadno.
Nalazi se u dijelu Barčanskog kotara koji su uvukako kao slijepo crijevo u Baranjsku županiju. 
Dekla je 5,5 km sjeverno-sjeveroistočno, Andrec je 5 km sjeveroistočno, Fokrta je 3,5 km istočno-jugoistočno, Markovce su 5 km jugoistočno, Martince su 3 km južno, Brlobaš je 3 km jugozapadno, Novo Selo je 2,5 km zapadno, a Potonja je 3,5 km sjeverozapadno.

## Upravna organizacija
Upravno pripada Barčanskoj mikroregiji u Šomođskoj županiji. Poštanski broj je 7918.
U Lukovišću djeluju jedinice hrvatske i romske manjinske samouprave.

## Promet
Nalazi se 2 km zapadno od željezničke prometnice Barča – Viljan.

## Stanovništvo
Lukovišče ima 580 stanovnika (2001.). Hrvati čine 30,3%, Romi čine 22,4%, Nijemaca je 0,7%, nepoznato je 0,7%, a svi ostali su Mađari. Rimokatolika je 87,8%, kalvinista je 3,4% te ostalih. 
Mjesni Hrvati pripadaju skupini podravskih Hrvata. Govor im pripada podravskim govorima križevačko-podravskoga dijalekta kajkavskog narječja, ali je pod utjecajem susjednih podravskih štokavaca.

## Vanjske poveznice
- Hrvatska državna samouprava u Mađarskoj  Arhivirana inačica izvorne stranice od 11. prosinca 2007. (Wayback Machine) Šomođska županija
- (mađ.) Lakócsa a Vendégvárón  Arhivirana inačica izvorne stranice od 25. lipnja 2004. (Wayback Machine)
- (engl.) Lukovišće na fallingrain.com